# O Tal Canal
O Tal Canal foi um programa de televisão de cariz humorístico, emitido pelo canal público de Portugal, RTP. Começou a ser emitido em 22 de Outubro de 1983, às 20:30 de sábado, logo a seguir ao "Telejornal", e terminou a 07 de Janeiro de 1984. Era de autoria de Herman José tendo também a participação de Vítor de Sousa, Helena Isabel, Lídia Franco, Manuel Cavaco, Margarida Carpinteiro e Natália de Sousa.
O Tal Canal consistia num canal privado fictício, dirigido por Oliveira Casca, um empresário analfabeto e egocêntrico.

## Sinopse
Numa altura em que só existiam dois canais de televisão, ambos detidos pelo Estado, O Tal Canal, presidido pelo professor doutor Oliveira Casca (Herman José), apresenta-se como uma alternativa, parodiando os vários tipos de programas que víamos à época. Neste contexto, não podia faltar uma locutora de continuidade, os anúncios publicitários (cite-se a título de exemplo o Sexil, o inseticida da mosquinha atrevida, ou Vicaixões, caixões ao quilo), os minutos dedicados ao Direito de Antena, bem como o slogan de lançamento: O Tal Canal, o Melhor de Portugal.
Tido como um dos melhores programas de sempre da televisão portuguesa, O Tal Canal notabilizou-se desde o primeiro episódio por trazer um tipo de humor que ainda não tinha sido explorado em Portugal, já que, até à altura, todas as tentativas no género acabavam por se identificar, numa maior ou menor medida, com o teatro de revista.
O Diário de Notícias, a revista Time Out e as Produções Fictícias promoveram, no final de 2007, uma iniciativa para eleição do melhor programa de sempre da televisão portuguesa. O Tal Canal conquistou o primeiro lugar, para deleite de Herman José: "Estou muito orgulhoso, estou numa fase em que se valoriza o que se fez e na altura o O Tal Canal foi feito de uma maneira quase inconsciente, trabalhava de forma solitária, era incompreendido".
Em 1983 foi lançado um maxi EP com a música do genérico. O mesmo tema foi incluído no CD És tão Boa! O Melhor de Herman José, editado em 2005.
Em Novembro de 2008, em comemoração aos 25 anos do programa, este foi integralmente lançado em DVD. Para além dos 12 programas, foi incluída uma entrevista com Herman José e outra com Nuno Markl.

## Programas
Dos programas que iam ao ar nas várias emissões d’ O Tal Canal, destacam-se os seguintes:

### Informação 3
Noticiário apresentado por Calos Filinto Botelho, com a participação de Manuel Freio, Beleza de Sousa e Flávio Portugal.

### Momento Infantil
Programa infantil da autoria de Palmira Peres. Para além da vertente pedagógica, procura também chamar a atenção dos pais para os problemas inerentes ao desenvolvimento da criança, tomando como exemplo o comportamento do menino Nelito.

### Cozinho para o Povo
Programa de culinária, apresentado por Filipa Vasconcelos (sátira a Filipa Vacondeus), que pretende ensinar a dona de casa a preparar várias iguarias, sempre com imensa paprika.

### O Esférico Rolando sobre a Erva
Programa desportivo de José Esteves, emitido a partir do Centro de Produção do Porto, que conta com vários convidados do meio futebolístico.

### Tempo dos Mais Velhos
Programa direcionado para os telespectadores mais idosos, contém vários exercícios de ginástica que são postos em prática por alguns convidados de uma faixa etária bastante avançada.

### Viva a Coltura
Programa cultural, da autoria do professor doutor Oliveira Casca.

### Estamos Nesta
Programa de música pop, dirigido ao público jovem.

### Três Jaquinas
Magazine sobre moda, em que a estilista Jaquina apresenta a coleção Moda Crise 84. Neste contexto, as modelos exibem várias peças de vestuário feitas a partir de papel de jornal, sacos do lixo ou esfregões de palha-de-aço.

### O Diário de Marilu
Telenovela portuguesa, baseada num original de Dorothy Perkins, com adaptação de Oliveira Casca. Trata-se da história de Marilu (Herman José), uma jovem inocente que trabalha como criada na casa da senhora dona Condensa da França (Lídia Franco). Aparentemente, Marilu nutre um amor muito puro pelo senhor John Smith (Vítor de Sousa), mas as diferenças sociais impedem a concretização desse sentimento. A única a compreender Marilu é a menina Cilinha (Helena Isabel), filha de Condensa, que é apaixonada por Inácio (Manuel Cavaco), o jardineiro. Entretanto, Graciete (Natália de Sousa), a enfermeira de Condensa, é uma agente infiltrada que pretende apoderar-se do diário de Marilu para o entregar ao seu amante, Fabrícius (Herman José). O diário de Marilu contém um terrível segredo e Fabrícius não tem escrúpulos em usar da violência para atingir os seus fins.

### Tony Silva, The Super All Star Show
Programa apresentado por Tony Silva, o "grande criador de toda a música ró", que conta sempre com uma figura importante do panorama musical português. No seu programa Tony Silva recebeu: Sérgio Godinho, Rui Veloso, Carlos Alberto Moniz e Maria do Amparo, Eugénia Melo e Castro, Paco Bandeira, Paulo de Carvalho, Dina, Doce, José Cid e Heróis do Mar.

### O Tal Rural
Programa dedicado à agricultura e aos agricultores, na mesma linha do célebre TV Rural.

### Tal & Escola
Programa educativo, onde são ensinadas línguas estrangeiras numa sala de aula. Numa dessas lições aparece a atriz Glória de Matos, sentada ao fundo, a repetir as frases ditas pelo professor, em coro com o elenco do programa.

### Página Três
Programa de entrevistas, conduzido pelo arquiteto José Bastos.

### Fim de Programa
Programa que vai ao ar na última edição de O Tal Canal, com a participação de várias figuras públicas que dão a sua opinião sobre o que foi este canal. A apresentação é de Carlos Filinto Botelho. É importante acrescentar que, em 1983, Carlos Pinto Coelho, o parodiado, apresentava semanalmente um programa intitulado Fim de Semana.

## Algumas personagens de «O Tal Canal»
- Oliveira Casca, líder do canal televisivo.
- Tony Silva, "o grande criador de toda a música rô", um dos grandes "bonecos" de Herman José, que nasceu no Passeio dos Alegres de Júlio Isidro, e que se trajava sempre com vestimentas exuberantes, resplandecentes a cada foco de luz.
- Carlos Filinto Botelho, pivô da Informação 3 e óbvia paródia ao locutor Carlos Pinto Coelho.
- Beleza de Sousa, uma outra pivô da Informação 3.
- Manuel Freio, um outro pivô da Informação 3, inexpressivo, uma óbvia paródia ao locutor Manuel Freire.
- Flávio Portugal, comentador da Informação 3.
- Filipa Vasconcelos, "pseudo-cozinheira" e apresentadora do programa de culinária Cozinho para o povo, sempre acompanhada da sua empregada beirã, Emília; a Filipa adorava tudo com imeeeeeeeensa paprika. Uma paródia aos programas de Filipa Vacondeus.
- Nelito, uma criança mal-educada e irrequieta, que passa a vida a infernizar a vida da sua professora, Dra. Palmira Peres, no Momento Infantil.
- José Esteves (leia-se: Estebes), comentador desportivo do programa O esférico rolando sobre a erva. Decadente, alcoólico e ordinário, tem constantes avisos da produção para ter tento na língua, sendo adepto do Futebol Clube do Porto.

## As personagens de "O Diário de Marilu"
Na novela "O Diário de Marilu" de Dorothy Perkins, adaptada ao "Tal Canal" por Oliveira Casca, são apresentadas várias personagens:
- Marilu (Herman José), a protagonista e criada de uma velha casa senhorial da nobreza falida. Totalmente desastrada e incapaz para os serviços domésticos, vem a descobrir-se, no final, ser um travesti de verdadeiro nome Augusto, justificando assim os frequentes avanços a algumas mulheres da casa.
- Condessa da Penha de França (Lídia Franco), que reage sempre ao provocador "Sim, Senhora Dona Condensa!" de Marilu com o famoso chavão "Não me chame Condensa que me põe tensa!".
- Cilinha (Helena Isabel), a filha da condessa, por quem Marilu/Augusto se apaixona.
- Inácio (Manuel Cavaco), o jardineiro, amante da condessa e da filha.
- Prof. John Smith (Vítor de Sousa) - leia-se Jon Semite - professor, imagine-se, de francês (!) da condessa, que nada a consegue fazer aprender.
- Graciete (Natália de Sousa), capelista que trabalha para Fabricius e que vai frequentemente a casa da condessa para fazer espionagem para o patrão.
- Fabricius (Herman José), encarnação contemporânea de Adolf Hitler, que faz tudo para obter a "jóia de família" da condessa. Encerra habitualmente cada episódio da novela com uma estridente e ridícula gargalhada. Tem como sócia (Margarida Carpinteiro) uma antiga funcionária dos "camisas castanhas" que o tenta ajudar no seu périplo. A sua outra ajudante e funcionária Graciete, é sempre mal sucedida nas tentativas de furto em casa da condessa, o que lhe vale a constante agressão pelo patrão com novelos de lã e outro material de retrosaria.

## Anúncios
O Tal Canal tem inúmeros espaços comerciais, dos quais se destacam:
- Rebuçados Vilaça, com o famoso slogan "Com rebuçados Vilaça, a tosse logo passa!".
- Poupe energia e horas de ponta, com um casal que estava deitado e debaixo dos lençóis se escondia com um ar muito maroto.

## Exibições
- O Tal Canal foi reexibido várias vezes. Em 1984, durante o verão, a RTP2 exibiu um compacto de três episódios de duração superior a uma hora com O Melhor de O Tal Canal. Foram os melhores momentos, selecionados criteriosamente pelo próprio Herman José, transmitidos à quarta-feira, por volta das 22:50.
- Em 1986, a RTP2 voltou a repor O Tal Canal, no programa Agora Escolha, apresentado por Vera Roquette.
- Em Fevereiro de 1991, a rubrica Sem Legendas repetiu na íntegra todos os episódios d’O Tal Canal, de segunda a sexta-feira, às 13:30, na RTP1.
- Em 1994, a RTP1 repetiu os oito primeiros episódios, de Julho a Setembro, às terças-feiras, por volta das 21:50.
- A RTP Memória já repetiu O Tal Canal diversas vezes, tendo voltado a exibir também O Melhor de O Tal Canal após a primeira reposição, em 2004.
- Em 2015, a RTP1 voltou a repor O Tal Canal, no programa Agora Escolha, apresentado por Marta Leite de Castro.